# مقاطعة كروكيت (تكساس)
مقاطعة كروكيت (بالإنجليزية: Crockett  County)‏ هي إحدى المقاطعات في ولاية تكساس، الولايات المتحدة الأمريكية.